# Vassil Ivanoff
Pour les articles homonymes, voir Ivanoff.
Vassil Ivanoff (10 février 1897 à Tirnovo en Bulgarie - juin 1976 à La Borne,) est un céramiste français d'origine bulgare.

## Historique
Vassil Ivanoff était le fils de Maria Koitcheva et d'Ivan Ivanoff. Après la Première Guerre mondiale, devenu instituteur, il entama des études d'art plastique, peinture, dessin et décoration théâtrale en Bulgarie.

Installé en France en 1922, il exerça, jusqu'en 1945, plusieurs professions : peintre en bâtiment, artiste peintre, décorateur, peintre sur tissus et photographe d'art. Il se maria en 1927.
Vers l'âge de 50 ans il découvrit l'art de la terre en lisant l'Art de la poterie, livre du céramiste anglais William Lee. Il choisit alors d'en faire son métier.

Il s'installa à La Borne en 1946 pour se consacrer au travail du grès. Équipé d'un four à bois, il chercha lui-même l'argile brute, le bois de chêne pour alimenter son four, tourna, prépara ses émaux et cuisit, décidé à découvrir tous les mystères de la poterie.

La qualité de ses émaux sang de bœuf contribua à sa réputation et le plaça dans la grande tradition des céramistes de ce centre potier. Figure marquante du XXe siècle, il fut considéré comme le premier expressionniste de la céramique.
Ses sculptures inclassables, résultat d'assemblages de pièces tournées et découpées, témoignent par leur caractère monumental de l'évolution vers une céramique plastique.
Vassil Ivanoff est à l'origine du renouveau de la céramique moderne, et notamment de celui du grès qui atteint son apogée dans les années 1970.
Son œuvre, constituée de près de trois mille pièces, évolua entre la poterie traditionnelle réalisée au tour et la céramique de sculpteur. On y découvre trois types de créations : plaques et pièces engobées à décor gravé, sculptures et pots émaillés.

## Collection publique
- France

Roanne, Musée Joseph Déchelette